# Śródziemie (franczyza)
Śródziemie – franczyza medialna, na którą składają się media związane ze stworzonym przez J.R.R. Tolkiena fikcyjnym kontynentem Śródziemie. Zapoczątkowały ją powieści J.R.R. Tolkiena publikowane od 1937. Po jego śmierci w 1973 jego dzieła nadal były publikowane po redakcji jego syna Christophera Tolkiena. Na franczyzę składają się także filmy, w tym trylogie Władca Pierścieni i Hobbit Petera Jacksona, a także ponad 30 gier komputerowych. Amazon zapowiedział serial telewizyjny i możliwe spin-offy osadzone w świecie Śródziemia.

## Literatura

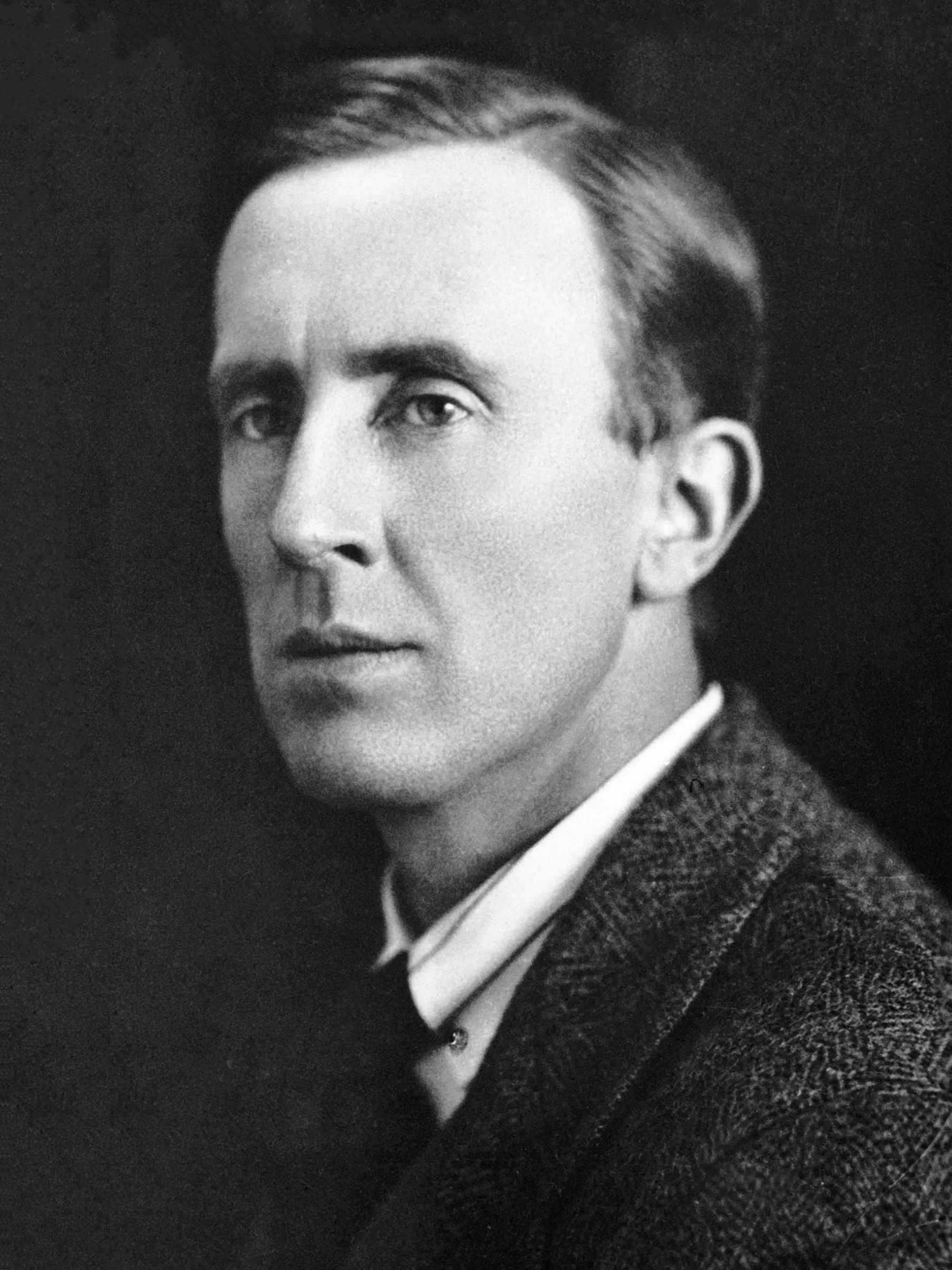
J.R.R. Tolkien – twórca pierwszych książek, których akcja jest osadzona w Śródziemiu

Twórcą świata Śródziemia był brytyjski profesor filologii klasycznej i literatury staroangielskiej na Uniwersytecie Oksfordzkim, J.R.R. Tolkien. Gdy brał udział w I wojnie światowej, w 1916 zachorował na gorączkę okopową i rozpoczął długotrwałą rehabilitację medyczną. W tym czasie w 1917 zaczął pisać pierwsze historie, mające miejsce w wymyślonym przez niego świecie. Kontynuował pisanie ich także po wojnie. Nie zostały one jednak opublikowane przez wiele lat. Część z nich ukazała się dopiero w 1980 w zbiorze Niedokończone opowieści. Tolkien czerpał inspiracje z literatury staroangielskiej oraz staronordyckiej. Opisywane przez niego miejsca były inspirowane miejscami, które wcześniej odwiedził, na przykład Malvern Hills zainspirowały Rohan i Gondor, Rivendell był inspirowany Alpami szwajcarskimi, gdzie w 1911 Tolkien spędził wakacje, natomiast Shire Tolkien porównywał w rozmowie z wydawcami do wsi w Warwickshire w okresie diamentowego jubileuszu królowej Wiktorii.
Pierwszym dziełem, którego akcja dzieje się w Śródziemiu była wydana 21 września 1937 powieść dla dzieci Hobbit, czyli tam i z powrotem. Książka została dobrze przyjęta przez krytyków, w związku z czym wydawca Stanley Unwin zlecił Tolkienowi napisanie kontynuacji. Pisarz przedstawił redaktorom swoje pierwsze szkice Silmarillionu, ale redaktorzy odrzucili je, twierdząc, że fani chcieliby poczytać więcej o Hobbitach. Profesor rozpoczął pracę nad powieścią o tytule roboczym Nowy Hobbit, który z czasem stał się Władcą Pierścieni. Nowa powieść miała inny, bardziej dojrzały charakter, co skłoniło Tolkiena do późniejszego przepisania i ponownego wydania książki Hobbit, czyli tam i z powrotem. Prace nad trylogią Władca Pierścieni zajęły Tolkienowi 17 lat. W 1954 ukazała się część pierwsza, Drużyna Pierścienia, a w 1955 dwie kolejne, Dwie wieże i Powrót króla. Trylogia zebrała mieszane oceny krytyków, ale przypadła do gustu wielu czytelnikom i stała się bestsellerem.
J.R.R. Tolkien zmarł 2 września 1973 w wieku 81 lat. Prawa autorskie, które posiadał w momencie swojej śmierci zostały odziedziczone przez jego dzieci: Johna, Michaela, Christophera i Priscillę Tolkienów. W 1977 Tolkienowie założyli fundację The Tolkien Trust, która zajmowała się działalnością charytatywną i zarządzaniem byłym majątkiem ojca. Christopher Tolkien zebrał niedokończone dzieła literackie ojca, których akcja działa się w Śródziemiu i przez kolejne 50 lat zajmował się wydawaniem, redagowaniem i wydawaniem ich.
W 1999 w Rosji bez porozumienia z rodziną Tolkienów została opublikowana powieść Ostatni władca Pierścienia Kiriłła Jeśkowa.
| Rok wydania | Tytuł                          | Tytuł                                | Autor                        | Redaktor                             | Przypisy      |
| ----------- | ------------------------------ | ------------------------------------ | ---------------------------- | ------------------------------------ | ------------- |
| 1937        | Hobbit, czyli tam i z powrotem | Hobbit, czyli tam i z powrotem       | J.R.R. Tolkien               | –                                    | [ 3 ]         |
| 1954        | Władca Pierścieni              | Drużyna Pierścienia                  | J.R.R. Tolkien               | –                                    | [ 8 ]         |
| 1955        | Władca Pierścieni              | Dwie wieże                           | J.R.R. Tolkien               | –                                    | [ 8 ]         |
| 1955        | Władca Pierścieni              | Powrót króla                         | J.R.R. Tolkien               | –                                    | [ 8 ]         |
| 1964        | Przygody Toma Bombadila        | Przygody Toma Bombadila              | J.R.R. Tolkien               | –                                    | [ 14 ]        |
| 1966        | The Tolkien Reader             | The Tolkien Reader                   | J.R.R. Tolkien               | –                                    | [ 15 ]        |
| 1967        | The Road Goes Ever On          | The Road Goes Ever On                | Donald Swann, J.R.R. Tolkien | –                                    | [ 16 ] [ 17 ] |
| 1974        | Bilbo’s Last Song              | Bilbo’s Last Song                    | J.R.R. Tolkien               | –                                    | [ 18 ]        |
| 1977        | Silmarillion                   | Silmarillion                         | J.R.R. Tolkien               | Christopher Tolkien, Guy Gavriel Kay | [ 19 ] [ 20 ] |
| 1980        | Niedokończone opowieści        | Niedokończone opowieści              | J.R.R. Tolkien               | Christopher Tolkien                  | [ 2 ]         |
| 1983        | Historia Śródziemia            | Księga zaginionych opowieści, cz. I  | J.R.R. Tolkien               | Christopher Tolkien                  | [ 21 ]        |
| 1984        | Historia Śródziemia            | Księga zaginionych opowieści, cz. II | J.R.R. Tolkien               | Christopher Tolkien                  | [ 21 ]        |
| 1985        | Historia Śródziemia            | Ballady Beleriandu                   | J.R.R. Tolkien               | Christopher Tolkien                  | [ 22 ]        |
| 1986        | Historia Śródziemia            | The Shaping of Middle-earth          | J.R.R. Tolkien               | Christopher Tolkien                  | [ 16 ]        |
| 1987        | Historia Śródziemia            | Utracona droga i inne pisma          | J.R.R. Tolkien               | Christopher Tolkien                  | [ 16 ]        |
| 1988        | Historia Śródziemia            | Powrót cienia                        | J.R.R. Tolkien               | Christopher Tolkien                  | [ 16 ]        |
| 1989        | Historia Śródziemia            | The Treason of Isengard              | J.R.R. Tolkien               | Christopher Tolkien                  | [ 16 ]        |
| 1990        | Historia Śródziemia            | The War of the Ring                  | J.R.R. Tolkien               | Christopher Tolkien                  | [ 23 ]        |
| 1992        | Historia Śródziemia            | Sauron Defeated                      | J.R.R. Tolkien               | Christopher Tolkien                  | [ 24 ]        |
| 1993        | Historia Śródziemia            | Morgoth’s Ring                       | J.R.R. Tolkien               | Christopher Tolkien                  | [ 25 ]        |
| 1994        | Historia Śródziemia            | The War of the Jewels                | J.R.R. Tolkien               | Christopher Tolkien                  | [ 26 ]        |
| 1996        | Historia Śródziemia            | The Peoples of Middle-earth          | J.R.R. Tolkien               | Christopher Tolkien                  | [ 24 ]        |
| 1999        | Ostatni władca Pierścienia     | Ostatni władca Pierścienia           | Kiriłł Jeśkow                | –                                    | [ 13 ]        |
| 2007        | Dzieci Húrina                  | Dzieci Húrina                        | J.R.R. Tolkien               | Christopher Tolkien                  | [ 27 ]        |
| 2007        | The History of The Hobbit      | The History of The Hobbit            | J.R.R. Tolkien               | John D. Rateliff                     | [ 28 ]        |
| 2017        | Beren i Lúthien                | Beren i Lúthien                      | J.R.R. Tolkien               | Christopher Tolkien                  | [ 29 ]        |
| 2018        | Upadek Gondolinu               | Upadek Gondolinu                     | J.R.R. Tolkien               | Christopher Tolkien                  | [ 30 ]        |

## Filmy

### Pierwsze próby adaptacji

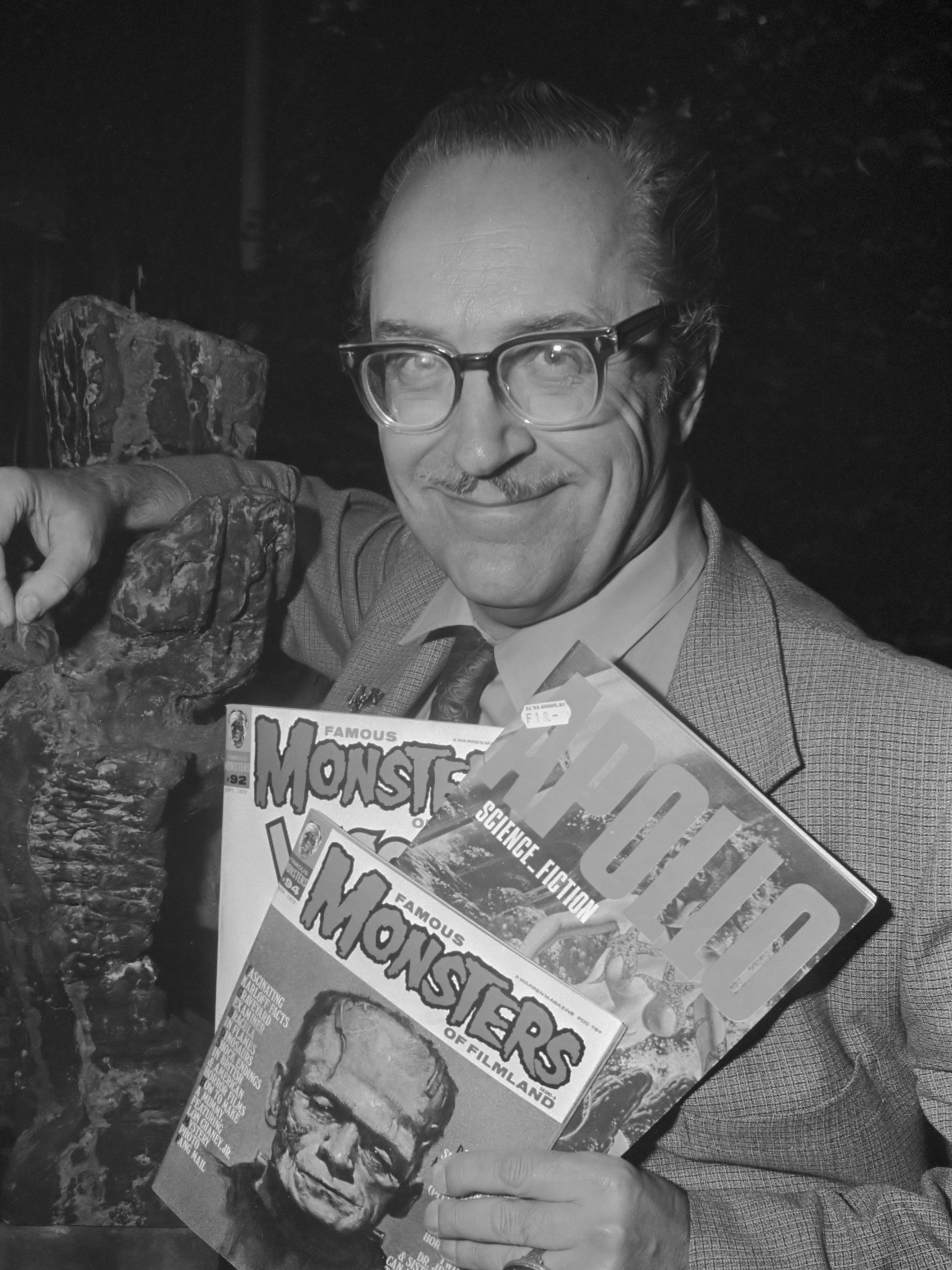
Forrest J Ackerman, pierwszy producent, który podjął próbę zekranizowania powieści o Śródziemiu

W 1957 J.R.R. Tolkien otrzymał propozycję zekranizowania Władcy Pierścieni od Forresta J. Ackermana, Mortona Grady Zimmermana i Ala Brodaxa. Producenci planowali stworzyć film aktorski z elementami animacji oraz iluzji z użyciem miniaturowych modeli. Tolkienowi spodobały się szkice koncepcyjne, ale uznał scenariusz za napisany w pośpiechu, nieczuły i bezczelny. Skrytykował między innymi niewłaściwe jego zdaniem podejście twórców do magii Gandalfa i uczynienie mistycznych orłów z powieści powszechnymi jak autobusy. Tolkien chciał, aby scenariusz został przepisany zgodnie z jego uwagami, a agent Tolkiena obiecał Ackermanowi, że prawa do ekranizacji nie zostaną sprzedane nikomu innemu przez następne 6 miesięcy. Producent poprosił jednak o rok, a wydawca Tolkiena nie zamierzał ustąpić bez dodatkowych opłat. Uwagi Tolkiena zostały przekazanie Ackermanowi w czerwcu 1958. Ostatecznie planowany film nigdy nie powstał.
W 1969 J.R.R. Tolkien sprzedał prawa do ekranizacji trylogii Władca Pierścieni i powieści Hobbit, czyli tam i z powrotem studiu United Artists z Los Angeles za 104 602 funtów szterlingów i zastrzegł sobie prawo do 7,5% zysków z filmów. Jego decyzja była motywowana potrzebą zapłacenia podatków. W 1970 studio zleciło ekranizację Władcy Pierścieni Johnowi Boormanowi, który zamierzał zrealizować ją w formie dwuipółgodzinnego filmu aktorskiego. Scenariusz przez niego napisany różnił się od adaptowanego materiału w znaczącym stopniu i został skrytykowany przez Tolkiena. Przed ukończeniem scenariusza zarząd United Artists zmienił się i studio zdecydowało się go odrzucić. Boorman przedstawił swój scenariusz innym studiom, w tym Walt Disney Productions, ale żadne nie zdecydowało się na współpracę przy realizacji. Ostatecznie Boorman wykorzystał niektóre pomysły i koncepty ze swojego scenariusza w innych swoich filmach, między innymi w Excaliburze z 1981.
Reżyser Ralph Bakshi przez długi czas zabiegał o prawa do ekranizacji Władcy Pierścieni w formie filmu animowanego. Jak sam deklarował, początkowo zgłosił się do studia United Artists, a kiedy jego propozycja spotkała się z odmową, namówił firmę Metro-Goldwyn-Mayer (MGM) do wykupienia studia United Artists, po czym zapłacił Johnowi Boormanowi za jego scenariusz. Gdy producent Bakshiego został zwolniony z MGM, Bakshi miał nakłonić producenta Saula Zaentza i United Artists do odkupienia praw. W 1976, po śmierci Tolkiena, firma Saul Zaentz Company Saula Zaentza wykupiła prawa do adaptacji filmowych trylogii Władca Pierścieni i powieści Hobbit, czyli tam i z powrotem od United Artists. Ralphowi Bakshiemu zlecono ekranizację trylogii w postaci filmu animowanego. United Artists pełniło rolę dystrybutora.

### Zrealizowane adaptacje

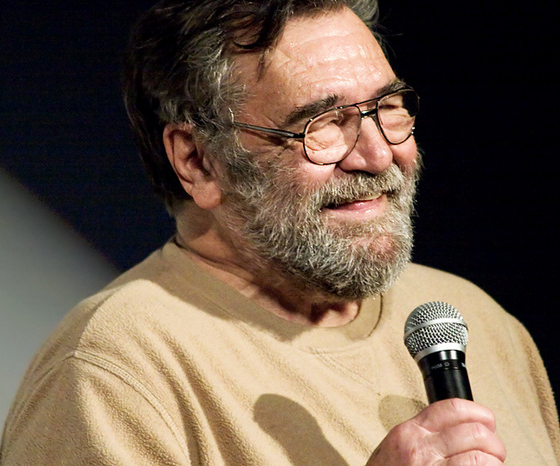
Ralph Bakshi, reżyser Władcy Pierścieni z 1978, pierwszej kinowej ekranizacji powieści o Śródziemiu

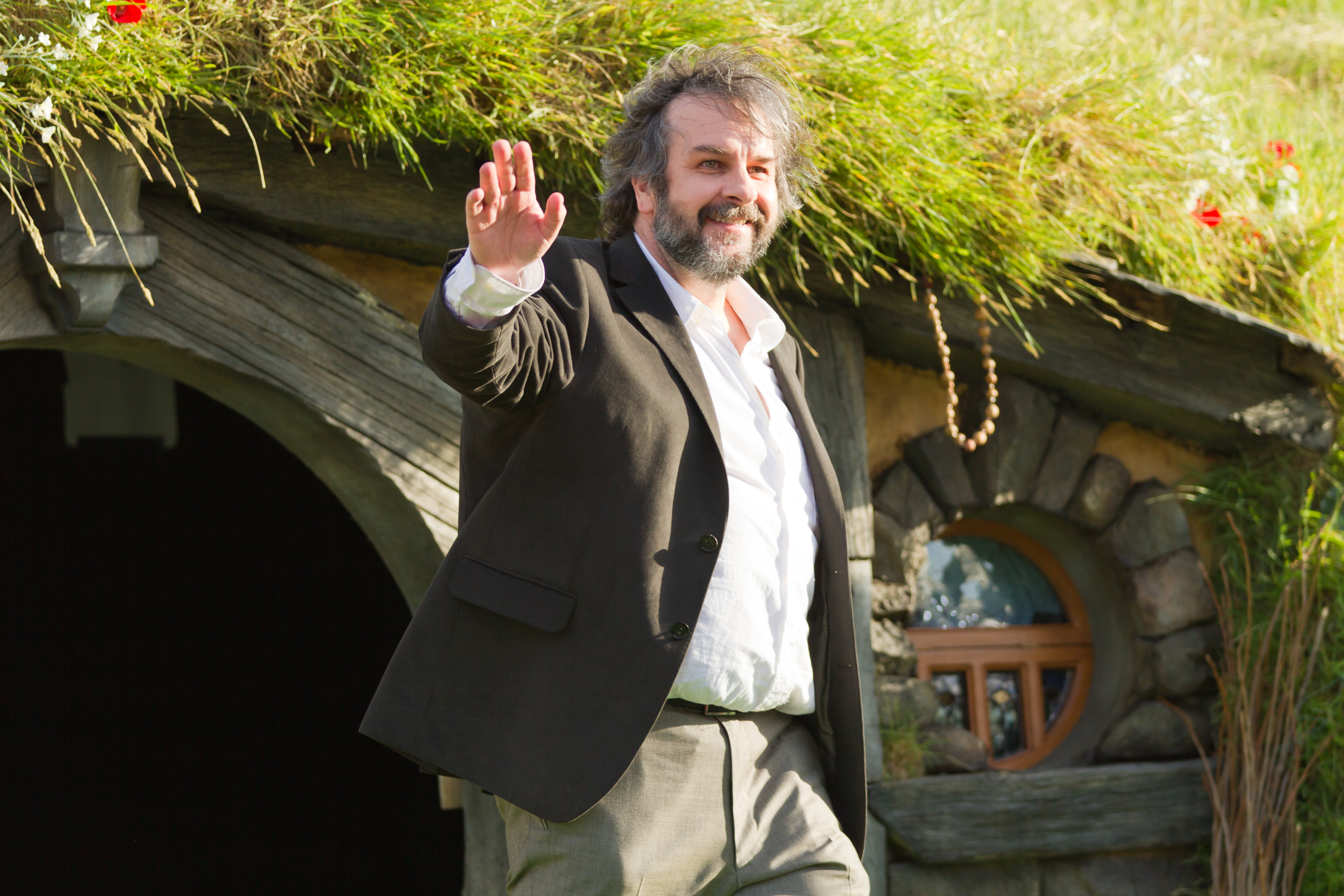
Reżyser Peter Jackson na przedstawiającym Shire planie filmowym filmu Hobbit: Niezwykła podróż

Pierwszym zrealizowanym filmem na podstawie powieści Tolkiena był telewizyjny film animowany Hobbit z 1977 produkcji Rankin/Bass Productions.
W 1978 premierę kinową miał film animowany Władca Pierścieni, zrealizowany przez reżysera Ralpha Bakshiego, producenta Saula Zaentza i studio United Artists. Film opowiadał tylko część historii J.R.R. Tolkiena i początkowo miał mieć w tytule dopisek część I. Reszta miała zostać zekranizowana w kontynuacji. Studio United Artists zrezygnowało jednak z promowania filmu jako część I, uznając, że ludzie nie będą chcieli oglądać niekompletnego filmu, i mimo sukcesu finansowego, odmówiło sfinansowania kontynuacji. Nieoficjalna kontynuacja został zrealizowana przez Rankin/Bass Productions i wyemitowana po raz pierwszy w telewizji w 1980 pod tytułem Powrót króla.
W 1985 powstał radziecki film telewizyjny Hobbit, który został zrealizowany bez porozumienia z zagranicznymi posiadaczami praw autorskich, co w Związku Radzieckim było dopuszczalne.
Gdy nowozelandzki reżyser Peter Jackson i amerykański producent Harvey Weinstein zdecydowali się na ekranizację powieści J.R.R. Tolkien, filmy z gatunku fantasy były uważane za niepopularne i nieopłacalne. Początkowo Jackson chciał najpierw zekranizować powieść Hobbit, czyli tam i z powrotem. Po wstępnym rozeznaniu, Weinstein zasugerował, że łatwiej będzie zdobyć prawa autorskie do ekranizacji Władca Pierścieni, które posiadał tylko Saul Zaentz, gdyż prawa do ekranizacji Hobbita firma Zaentza dzieliła z MGM. Po zdobyciu odpowiednich praw, Weinstein zlecił Jacksonowi nakręcenie tylko jednego filmu, opowiadającego całą historię. Jackson i scenarzystki Fran Walsh oraz Philippa Boyens chcieli zrobić trylogię, ale Weinstein zagroził, że odda projekt do reżyserii Johnowi Maddenowi, a scenariusz miałby zostać zlecony do napisania Hosseinowi Aminiemu. W końcu menedżer Jacksona wynegocjował kompromis. Weinstein dał potencjalnym twórcom cztery tygodnie na znalezienie studia, które zgodzi się wyprodukować dwa filmy. W tym czasie powstała dwudziestominutowa kaseta z przykładowym materiałem. Jedynymi studiami, które zgodziły się ją obejrzeć były PolyGram i New Line Cinema. Pierwsze zdecydowało się nie angażować w projekt, a właściciel drugiego, Robert Shaye, nie tylko zgodził się wyprodukować filmy, ale też sam wyszedł z propozycją nakręcenia trylogii.
Filmy z serii Władca Pierścieni były bardzo pozytywnie oceniane przez krytyków filmowych. Łącznie zarobiły około 1,88 miliardów dolarów amerykańskich i zdobyły 17 Nagród Akademii Filmowej. Na fali sukcesu filmowej trylogii zlecono ekranizację powieści Hobbit, czyli tam i z powrotem. Reżyserią miał zająć się Guillermo del Toro, który uczestniczył w produkcji przez dwa lata, ale w maju 2010 ogłosił, że rezygnuje z powodu problemów z porozumieniem ze studiem Metro-Goldwyn-Mayer. Projekt został przekazany Peterowi Jacksonowi. Początkowo ekranizacja Hobbita miała być podzielona na dwa filmy, jednak ostatecznie zdecydowano się na nakręcenie trylogii. Filmy zostały ocenione przez krytyków w większości pozytywnie, jednak znacznie gorzej, niż Władca Pierścieni i nie zdobyły żadnych Nagród Akademii Filmowej, jednak łącznie zarobiły około 2,94 miliardów dolarów amerykańskich. W 2015 Peter Jackson przyznał, że nie był odpowiednio przygotowany do reżyserowania trylogii Hobbita. Powiedział: Ponieważ Guillermo Del Toro musiał odejść, a ja wskoczyłem na jego miejsce, to nie cofnęliśmy zegara o półtora roku wstecz, żeby dać mi czas na przygotowanie filmu, który miał być inny od tego, co już zostało zaplanowane. Jak sam deklaruje, w czasie kręcenia Bitwy Pięciu Armii miał pójść do producentów i powiedzieć Nie wiem, co robię.
| Rok  | Film              | Film                | Reżyseria                     | Scenariusz                                                     | Budżet      | Dochód (w USD) | RT  | Dodatkowe informacje                                                    | Przypis       |
| ---- | ----------------- | ------------------- | ----------------------------- | -------------------------------------------------------------- | ----------- | -------------- | --- | ----------------------------------------------------------------------- | ------------- |
| 1977 | Hobbit            | Hobbit              | Jules Bass, Arthur Rankin Jr. | Jules Bass                                                     | –           | –              | –   | Film telewizyjny animowany                                              | [ 38 ]        |
| 1978 | Władca Pierścieni | Władca Pierścieni   | Ralph Bakshi                  | Peter S. Beagle, Chris Conkling                                | 4 000 000   | 30 471 420     | 50% | Film animowany                                                          | [ 62 ]        |
| 1980 | Powrót króla      | Powrót króla        | Jules Bass, Arthur Rankin Jr. | Romeo Muller                                                   | –           | –              | –   | Film telewizyjny animowany                                              | [ 40 ] [ 63 ] |
| 1985 | Hobbit            | Hobbit              | Władimir Latyszew             | Tamara Jakowlewa                                               | –           | –              | –   | Film telewizyjny                                                        | [ 41 ]        |
| 2001 | Władca Pierścieni | Drużyna Pierścienia | Peter Jackson                 | Philippa Boyens, Peter Jackson, Fran Walsh                     | 93 000 000  | 555 985 574    | 91% | - 4 Nagrody Akademii Filmowej - 5 nagród BAFTA, w tym za najlepszy film | [ 47 ]        |
| 2002 | Władca Pierścieni | Dwie Wieże          | Peter Jackson                 | Philippa Boyens, Peter Jackson, Stephen Sinclair, Fran Walsh   | 93 000 000  | 583 495 746    | 95% | - 2 Nagrody Akademii Filmowej                                           | [ 48 ]        |
| 2003 | Władca Pierścieni | Powrót króla        | Peter Jackson                 | Philippa Boyens, Peter Jackson, Fran Walsh                     | 93 000 000  | 742 083 616    | 93% | - 11 Nagród Akademii Filmowej, w tym za najlepszy film                  | [ 49 ]        |
| 2012 | Hobbit            | Niezwykła podróż    | Peter Jackson                 | Philippa Boyens, Peter Jackson, Guillermo del Toro, Fran Walsh | 180 000 000 | 1 021 103 568  | 65% | –                                                                       | [ 52 ]        |
| 2013 | Hobbit            | Pustkowie Smauga    | Peter Jackson                 | Philippa Boyens, Peter Jackson, Guillermo del Toro, Fran Walsh | 217 000 000 | 958 366 855    | 74% | –                                                                       | [ 53 ]        |
| 2014 | Hobbit            | Bitwa Pięciu Armii  | Peter Jackson                 | Philippa Boyens, Peter Jackson, Guillermo del Toro, Fran Walsh | 250 000 000 | 956 019 788    | 59% | –                                                                       | [ 54 ]        |

## Gry komputerowe
| Rok  | Gra | Gatunek                          | Platformy                                    | Producent                                    | Wydawca                                 | Przypisy |
| ---- | --- | -------------------------------- | -------------------------------------------- | -------------------------------------------- | --------------------------------------- | -------- |
| 1982 | The Hobbit | Przygodowa                       | PC                                           | Melbourne House                              | Beam Software Pty., Ltd.                | [ 67 ]   |
| 1983 | The Lord of the Rings: Journey to Rivendell                                                                   | Przygodowa                       | PC                                           | Parker Brothers                              | Parker Brothers                         | [ 68 ]   |
| 1986 | Lord of the Rings: Game One                                                                                   | Przygodowa                       | PC                                           | Beam Software Pty., Ltd.                     | Addison-Wesley Publishing Company, Inc. | [ 69 ]   |
| 1987 | The Shadows of Mordor                                                                                         | Przygodowa                       | PC                                           | Faceless Programmers' Corporation            | Melbourne House                         | [ 70 ]   |
| 1989 | J.R.R. Tolkien’s War in Middle Earth                                                                          | Strategiczna turowa              | PC                                           | Synergistic Software, Inc.                   | Melbourne House                         | [ 71 ]   |
| 1989 | The Crack of Doom                                                                                             | Przygodowa                       | PC                                           | Beam Software                                | Melbourne House                         | [ 72 ]   |
| 1990 | J.R.R. Tolkien’s The Lord of the Rings, Vol. I                                                                | Fabularna                        | PC                                           | Interplay Entertainment                      | Interplay Entertainment                 | [ 73 ]   |
| 1991 | J.R.R. Tolkien’s Riders of Rohan                                                                              | Strategiczna czasu rzeczywistego | PC                                           | Entertainment Group                          | Konami                                  | [ 74 ]   |
| 1991 | J.R.R. Tolkien’s The Lord of the Rings, Vol. II: The Two Towers                                               | Fabularna                        | PC                                           | Interplay Entertainment                      | Interplay Entertainment                 | [ 75 ]   |
| 2002 | Władca Pierścieni: Drużyna Pierścienia                                                                        | Fabularna akcji                  | GBA, PC, PS2, XBOX                           | Surreal Software                             | Sierra Entertainment                    | [ 76 ]   |
| 2002 | Władca Pierścieni: Dwie wieże                                                                                 | Fabularna akcji                  | GBA, PC, PS2, XBOX                           | Stormfront Studios                           | Electronic Arts                         | [ 77 ]   |
| 2003 | Władca Pierścieni: Powrót króla                                                                               | Fabularna akcji                  | GBA, GCN, PC, PS2, XBOX                      | EA Redwood Shores                            | Electronic Arts                         | [ 78 ]   |
| 2003 | Władca Pierścieni: Wojna o Pierścień                                                                          | Strategiczna czasu rzeczywistego | PC                                           | Liquid Entertainment                         | Sierra Entertainment                    | [ 79 ]   |
| 2003 | The Hobbit | Przygodowa akcji                 | GBA, GCN, PC, PS2, XBOX                      | Amaze Entertainment                          | Sierra Entertainment                    | [ 80 ]   |
| 2004 | Władca Pierścieni: Trzecia Era                                                                                | Fabularna                        | GBA, GCN, PS2, XBOX                          | EA Redwood Shores                            | Electronic Arts                         | [ 81 ]   |
| 2004 | Władca Pierścieni: Bitwa o Śródziemie                                                                         | Strategiczna czasu rzeczywistego | PC                                           | Electronic Arts                              | Electronic Arts                         | [ 82 ]   |
| 2005 | The Lord of the Rings: Tactics                                                                                | Strategiczna turowa              | PSP                                          | Electronic Arts                              | Electronic Arts                         | [ 83 ]   |
| 2006 | Władca Pierścieni: Bitwa o Śródziemie II                                                                      | Strategiczna czasu rzeczywistego | X360, PC                                     | Electronic Arts                              | Electronic Arts                         | [ 84 ]   |
| 2006 | Władca Pierścieni: Bitwa o Śródziemie II – Król Nazguli (Dodatek do Władca Pierścieni: Bitwa o Śródziemie II) | Strategiczna czasu rzeczywistego | PC                                           | Electronic Arts                              | Electronic Arts                         | [ 85 ]   |
| 2007 | The Lord of the Rings Online                                                                                  | MMORPG                           | PC                                           | Turbine Entertainment / Standing Stone Games | Codemasters Software                    | [ 86 ]   |
| 2008 | The Lord of the Rings Online: Mines of Moria (Dodatek do The Lord of the Rings Online)                        | MMORPG                           | PC                                           | Turbine Entertainment                        | Codemasters Software                    | [ 87 ]   |
| 2009 | Władca Pierścieni: Podbój                                                                                     | Akcji                            | NDS, X360, PC, PS3                           | Pandemic Studios                             | Electronic Arts                         | [ 88 ]   |
| 2009 | The Lord of the Rings Online: Siege of Mirkwood (Dodatek do The Lord of the Rings Online)                     | MMORPG                           | PC                                           | Turbine Entertainment                        | Codemasters Software                    | [ 89 ]   |
| 2010 | Władca Pierścieni: Wyprawa Aragorna                                                                           | Akcji                            | NDS, PS2, PS3, PSP, Wii                      | Traveller’s Tales                            | Warner Bros. Interactive Entertainment  | [ 90 ]   |
| 2010 | The Lord of the Rings: Middle-earth Defense                                                                   | Akcji                            | iOS                                          | Glu Mobile                                   | Glu Mobile                              | [ 91 ]   |
| 2011 | Władca Pierścieni: Wojna na Północy                                                                           | Fabularna akcji                  | X360, PC, PS3                                | Snowblind Studios                            | Warner Bros. Interactive Entertainment  | [ 92 ]   |
| 2012 | The Lord of the Rings Online: Rise of Isengard (Dodatek do The Lord of the Rings Online)                      | MMORPG                           | PC                                           | Turbine Entertainment                        | Turbine Entertainment                   | [ 93 ]   |
| 2012 | The Lord of the Rings Online: Rise of Isengard (Dodatek do The Lord of the Rings Online)                      | MMORPG                           | PC                                           | Turbine Entertainment                        | Turbine Entertainment                   | [ 93 ]   |
| 2012 | Guardians of Middle-earth                                                                                     | MOBA                             | X360, PC, PS3                                | Monolith Productions                         | Warner Bros. Interactive Entertainment  | [ 94 ]   |
| 2012 | The Lord of the Rings Online: Riders of Rohan (Dodatek do The Lord of the Rings Online)                       | MMORPG                           | PC                                           | Turbine Entertainment                        | Codemasters Software                    | [ 95 ]   |
| 2012 | Lego The Lord of the Rings                                                                                    | Przygodowa akcji                 | iOS, NDS, PC, PS3, PS4, PSV, X360, XONE, Wii | Traveller’s Tales                            | Warner Bros. Interactive Entertainment  | [ 96 ]   |
| 2012 | The Hobbit: Kingdoms of Middle-earth                                                                          | MMORTS                           | AND, iOS                                     | Kabam                                        | Warner Bros. Interactive Entertainment  | [ 97 ]   |
| 2013 | The Hobbit: Armies of The Third Age                                                                           | Strategiczna czasu rzeczywistego | Gra przeglądarkowa                           | Kabam                                        | Warner Bros. Interactive Entertainment  | [ 98 ]   |
| 2013 | The Lord of the Rings Online: Helm's Deep (Dodatek do The Lord of the Rings Online)                           | MMORPG                           | PC                                           | Turbine Entertainment                        | Turbine Entertainment                   | [ 99 ]   |
| 2014 | Lego The Hobbit                                                                                               | Przygodowa akcji                 | 3DS, PC, PS3, PS4, PSV, X360, XONE, WiiU     | Traveller’s Tales                            | Warner Bros. Interactive Entertainment  | [ 100 ]  |
| 2014 | Śródziemie: Cień Mordoru                                                                                      | Hack and slash                   | PC, PS3, PS4, X360, XONE                     | Monolith Productions                         | Warner Bros. Interactive Entertainment  | [ 101 ]  |
| 2014 | The Lord of the Rings: Legends of Middle-earth (Dodatek do The Lord of the Rings Online)                      | Fabularna                        | AND, iOS                                     | Kabam                                        | Kabam                                   | [ 102 ]  |
| 2014 | Walcz o Śródziemie                                                                                            | Hack and slash                   | AND, iOS                                     | Warner Bros. Interactive Entertainment       | Warner Bros. Interactive Entertainment  | [ 103 ]  |
| 2017 | Śródziemie: Cień wojny                                                                                        | Hack and slash                   | PC, PS4, XONE                                | Monolith Productions                         | Warner Bros. Interactive Entertainment  | [ 104 ]  |
| 2017 | The Lord of the Rings Online: Mordor (Dodatek do The Lord of the Rings Online)                                | MMORPG                           | PC                                           | Standing Stone Games                         | Daybreak Game Company                   | [ 105 ]  |
| 2019 | The Lord of the Rings Living Card Game                                                                        | Karciana                         | AND, iOS, PC, PS4, Switch, XONE              | Fantasy Flight Interactive                   | Asmodee Digital                         | [ 106 ]  |
| 2021 | The Lord of the Rings: Gollum                                                                                 | Przygodowa akcji                 | PC                                           | Daedalic Entertainment                       | Daedalic Entertainment                  | [ 107 ]  |

## Seriale
Pierwszym serialem, którego akcja ma miejsce w Śródziemiu był Hobitit (z fin. Hobbici), fiński miniserial autorstwa Timo Torikana wyprodukowany przez Yle w 1993. Produkcja była inspirowana przedstawieniem teatru Ryhmäteatteri, wystawionym na świeżym powietrzu w Suomenlinnie. Serial był ekranizacją trylogii Władca Pierścieni, ale koncentrował się na postaciach hobbitów i wydarzeniach z pierwszej części.
13 listopada 2017 Amazon zapowiedział serial telewizyjny, będący prequelem literackiej trylogii Władcy Pierścieni. Oświadczył też, że możliwe są spin-offy. Produkcja odbywa się pod nadzorem Toma Shippeya, literaturoznawcy będącego ekspertem od twórczości Tolkiena. W 2019 Shippey przyznał w wywiadzie z portalem internetowym Deutsche Tolkien, że Amazon ma prawa do osadzania historii tylko w Drugiej Erze świata Śródziemia.

## Wpływ na kulturę

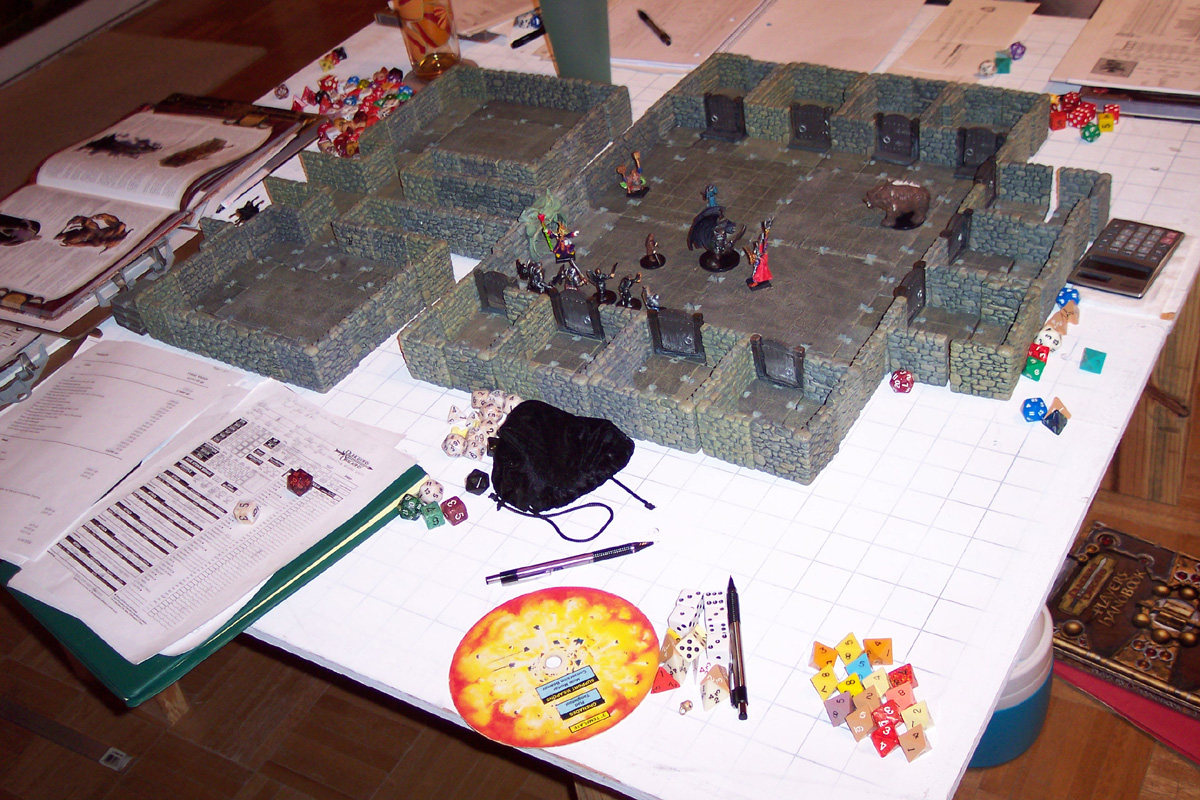
Gra fabularna Dungeons & Dragons, jedna z pierwszych gier inspirowana twórczością J.R.R. Tolkiena

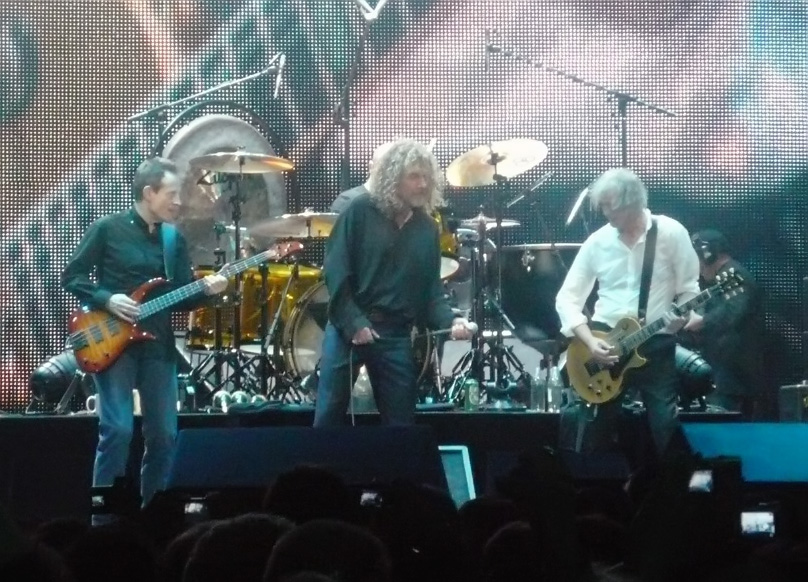
Led Zeppelin, brytyjski zespół rockowy, którego największe hity były inspirowane twórczością J.R.R. Tolkiena

Sukces napisanych przez Tolkiena powieści wprowadził do kultury popularnej gatunek nazywany heroic fantasy, wcześniej uważany za komercyjnie nieopłacalny. Tokien w znacznej mierze ukształtował gatunek fantasy, a Śródziemie było często wskazywane przez pisarzy jako źródło inspiracji. Tolkien ukształtował i utrwalił między innymi archetypy takich istot fantastycznych, jak elfy, krasnoludy, gobliny, trolle i smoki. Stworzył również nowe istoty, które zachowały się w kulturze popularnej, takie jak niziołki, orki i enty. Koncepty niektórych ze stworzonych przez Tolkiena istot doczekały się jeszcze nowszych odpowiedników, takich jak Urgale z cyklu Dziedzictwo Christophera Paoliniego, mroczne pomioty z serii gier Dragon Age, czy falmery z serii gier The Elder Scrolls. Z czasem zaczęły pojawiać się także popularne serie, takie jak Świat Dysku i Pieśń lodu i ognia, które w swoim założeniu miały kontrastować ze stworzonymi przez Tolkiena archetypami. Newsweek w 2017 zasugerował, że Hobbit, czyli tam i z powrotem mógł być prekursorem gatunku Young adult, czyli takich serii powieści jak Harry Potter i Igrzyska śmierci.
Twórczość J.R.R. Tolkiena była również inspiracją dla tworów gier. Rok po jego śmierci powstała pierwsza gra fabularna Dungeons & Dragons, wykorzystująca zapożyczony z Drużyny Pierścienia koncept drużyny, wyruszającej na przygodę. Ten koncept pojawia się również w komputerowych grach fabularnych. Na drużynę składają się zwykle osoby o różnych umiejętnościach, różnym pochodzeniu, a czasem nawet będące przedstawicielami różnych fantastycznych rasach. Inne archetypy stworzone przez Tolkiena i popularne w grach to między innymi rzadkie potężne artefakty, identyfikacja przedmiotów i olbrzymie niebezpieczne pająki.
Trylogia Władca Pierścieni Petera Jacksona powstała w czasie, kiedy filmy fantastyczne były uznawane za niepopularne i niedochodowe. Filmy Jacksona były symbolicznym powrotem fantastyki na wielki ekran. Były również przełomowe pod względem efektów specjalnych, popularyzując między innymi technologię przechwytywanie ruchu. Zachęcone sukcesem trylogii, inne studia zaczęły chętniej dzielić ekranizacje serii powieści na ekranizacje poszczególnych tomów, co dawniej było uznawane za zbyt ryzykowne. Uznaje się, że filmowy Władca Pierścieni zapoczątkował archetyp fantastycznej przemocy, czyli sytuacji, w której bohaterowie filmu przedzierają się przez szeregi wroga, zabijając wiele nieistniejących w rzeczywistości istot. Taki poziom przemocy okazał się dopuszczalny w filmach ocenianych jako dowolne poniżej 18 roku życia.
Sceny i cytaty z filmów często są parodiowane w innych mediach, w tym także w memach internetowych. Przykłady to cytat one does not simply (z ang. Nikt tak po prostu) wypowiadany przez Boromira i You shall not pass (z ang. Nie przejdziesz) Gandalfa. 12 sierpnia 2005 użytkownik strony Albino Blacksheep o pseudonimie Erwin Beekveld wgrał animację flash o nazwie They're Taking The Hobbits To Isengard, będącą muzycznym remiksem ze scenami z filmowej trylogii Władcy Pierścieni. Animacja na YouTube została wyświetlona ponad 29 milionów razy. Występujący w niej Orlando Bloom odniósł się do tego fenomenu i w 2013 opublikował filmik, w którym śpiewa razem z remiksem, ucharakteryzowany na odgrywaną przez siebie postać Legolasa.
Twórczość Tolkiena była również inspiracją dla twórców muzyki. Nawiązania do postaci i wydarzeń ze świata Śródziemia występują między innymi w takich utworach zespołu rockowego Led Zeppelin jak The Battle of Evermore, Misty Mountain Hop i Ramble On. Do Śródziemia swoją twórczością nawiązywali też między innymi Bo Hansson, Rush, Amon Amarth i Leonard Nimoy.

## Kwestia praw autorskich
Prawa autorskie do dzieł literackich J.R.R. Tolkiena po jego śmierci zostały odziedziczone przez jego dzieci, które w 1977 założyły fundację charytatywną The Tolkien Trust, zajmującą się między innymi zarządzaniem własnością intelektualną dawniej należącą do ich ojca. W listopadzie 2011 w strukturach fundacji The Tolkien Trust powstała organizacja Fourth Age, Ltd, zajmująca się przyznawaniem licencji i praw do wykorzystania historii napisanych przez J.R.R. Tolkiena. 21 lutego 2013 organizacja zmieniła nazwę na Tolkien Estate, Ltd.
W 1969 studio United Artists wykupiło część praw do Śródziemia, z myślą o zrealizowaniu aktorskich adaptacji filmowych, które nigdy nie powstały. W 1976 firma Saul Zaentz Company Saula Zaentza odkupiła od United Artists te prawa. W 1977 powstał specjalny oddział firmy Zaentza, o nazwie Tolkien Enterprises, którego celem było zarządzanie częścią franczyzy. W 2010 oddział zmienił nazwę na Middle-earth Enterprises. Obecnie deklaruje na swojej stronie internetowej, że Middle-earth Enterprises posiada na wyłączność prawa do adaptacji filmowych i scenicznych niektórych dzieł literackich J.R.R. Tolkiena, w tym Władcy Pierścieni i Hobbit, czyli tam i z powrotem, a także do związanego z nim merchandisingu. W 2012 Peter Jackson poinformował opinię publiczną, że część praw autorskich do ekranizacji powieści Hobbit, czyli tam i z powrotem, posiada Metro-Goldwyn-Mayer.
W lutym 2008 Tolkien Trust pozwało New Line Cinema, żądając 75 milionów funtów szterlingów odszkodowania i deklarując, że Tolkien Trust nie otrzymało ani pensa z dochodów z filmowej trylogii Władczy Pierścieni. Sprawa została rozstrzygnięta 8 września 2009 z nieznanym skutkiem. Christopher Tolkien oświadczył, że warunki zakończenia sporu były satysfakcjonujące.
19 listopada 2012 Tolkienowie i ich zaufany wydawca HarperCollins pozwali studio New Line Cinema, przedsiębiorstwo Warner Bros. (które wykupiło New Line Cinema) i Middle-earth Enterprises o naruszenie praw autorskich. Przedmiotem sporu były gry online i gry hazardowe nawiązujące swoimi tematami do Śródziemia. Zdaniem Tolkienów, prawa autorskie, które sprzedał J.R.R. Tolkien w 1969 obejmowały jedynie namacalny merchandising, a nie media cyfrowe i elektroniczne, które wtedy jeszcze nie istniały. Tolkienowie deklarowali, że są oburzeni wiązaniem dziedzictwa ich ojca z dyskusyjnym moralnie hazardem. Sprawa zakończyła się w lipcu 2017 porozumieniem pozasądowym.
31 sierpnia 2017 93-letni Christopher Tolkien zrezygnował z posady dyrektora Tolkien Estate. 13 listopada tego samego roku Amazon oświadczył, że nabył globalne prawa autorskie do telewizyjnych adaptacji Władcy Pierścieni, a także do potencjalnych spin-offów za 250 milionów dolarów amerykańskich. W 2019 nadzorujący produkcję serialu Amazona Tom Shippey przyznał w wywiadzie z portalem internetowym Deutsche Tolkien, że firma ma prawa do osadzania historii tylko w Drugiej Erze świata Śródziemia.